# غيوم بيوزيلين
غيوم بيوزيلين (14 أبريل 1979 بلو هافر في فرنسا - ) (بالفرنسية: Guillaume Beuzelin)‏ هو لاعب كرة قدم فرنسي في مركز الوسط. لعب مع أولمبياكوس نيقوسيا وكوفنتري سيتي ونادي بوفيه ونادي لوهافر ونادي هيبرنيان وهاميلتون أكاديميكال.

## وصلات خارجية
- غيوم بيوزيلين على موقع قاعدة بيانات كرة القدم.إي يو (الإنجليزية)
- غيوم بيوزيلين على موقع Soccerbase.com (لاعب) (الإنجليزية)